# ایمای-اوتاروو
ایمای-اوتاروو (انگلیسی: Imay-Utarovo) یک شهرک در شهرستان دیورتیورلینسکی در استان باشقیرستان کشور روسیه است.